# 维多尔 (特雷维索省)
维多尔（義大利語：Vidor）是意大利威尼托大区特雷維索省的市镇。面积为13.52平方公里，2008年人口数量为3,752人。

## 友好城市
维多尔的友好城市为：
- 義大利彼得里托利